# Balise pour passage à niveau en France
Pour les articles homonymes, voir J10.

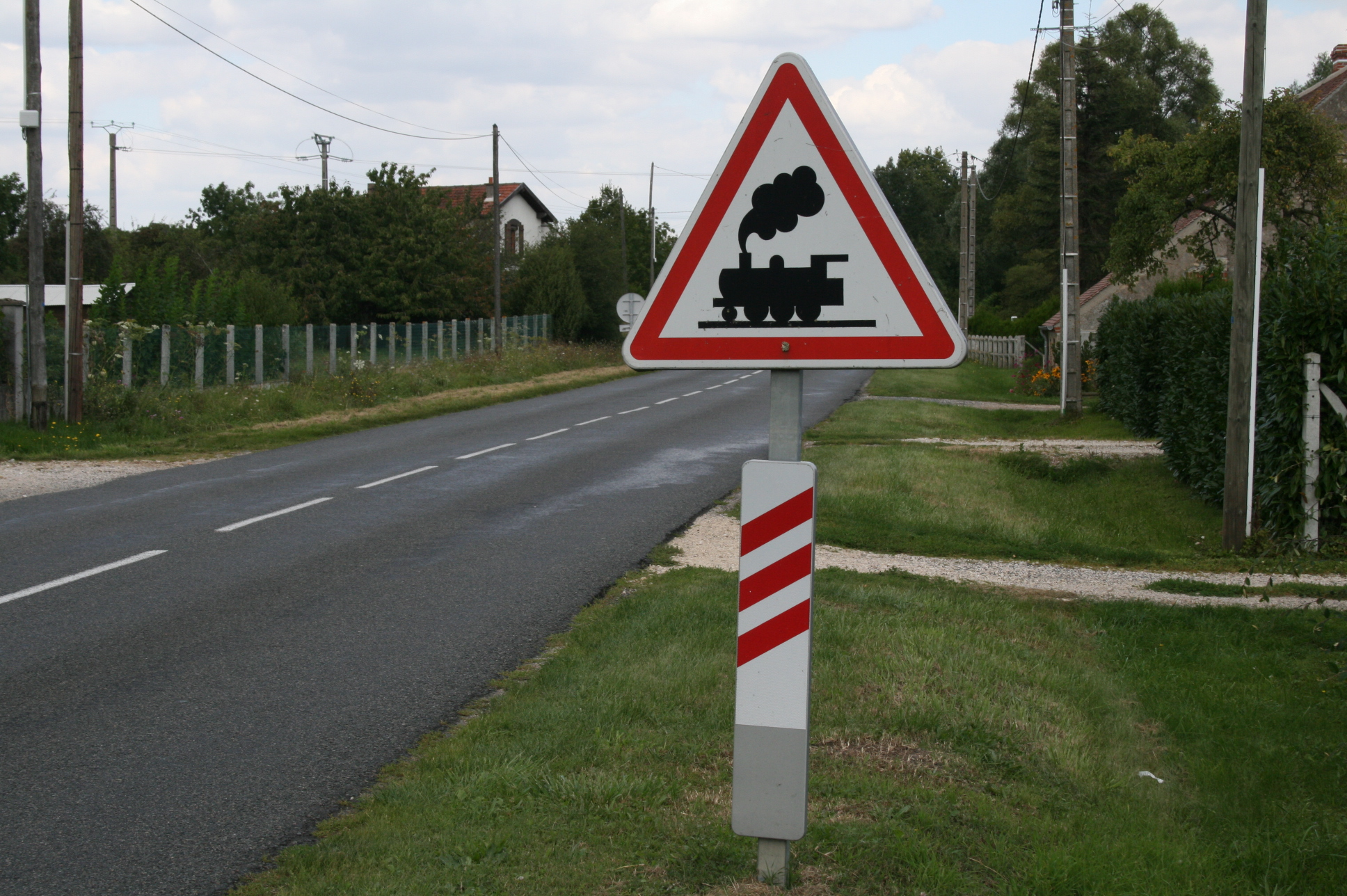
Panneau A8 d'annonce de passage à niveau non gardé avec une balise J10 indiquant une distance de 50 m en agglomération

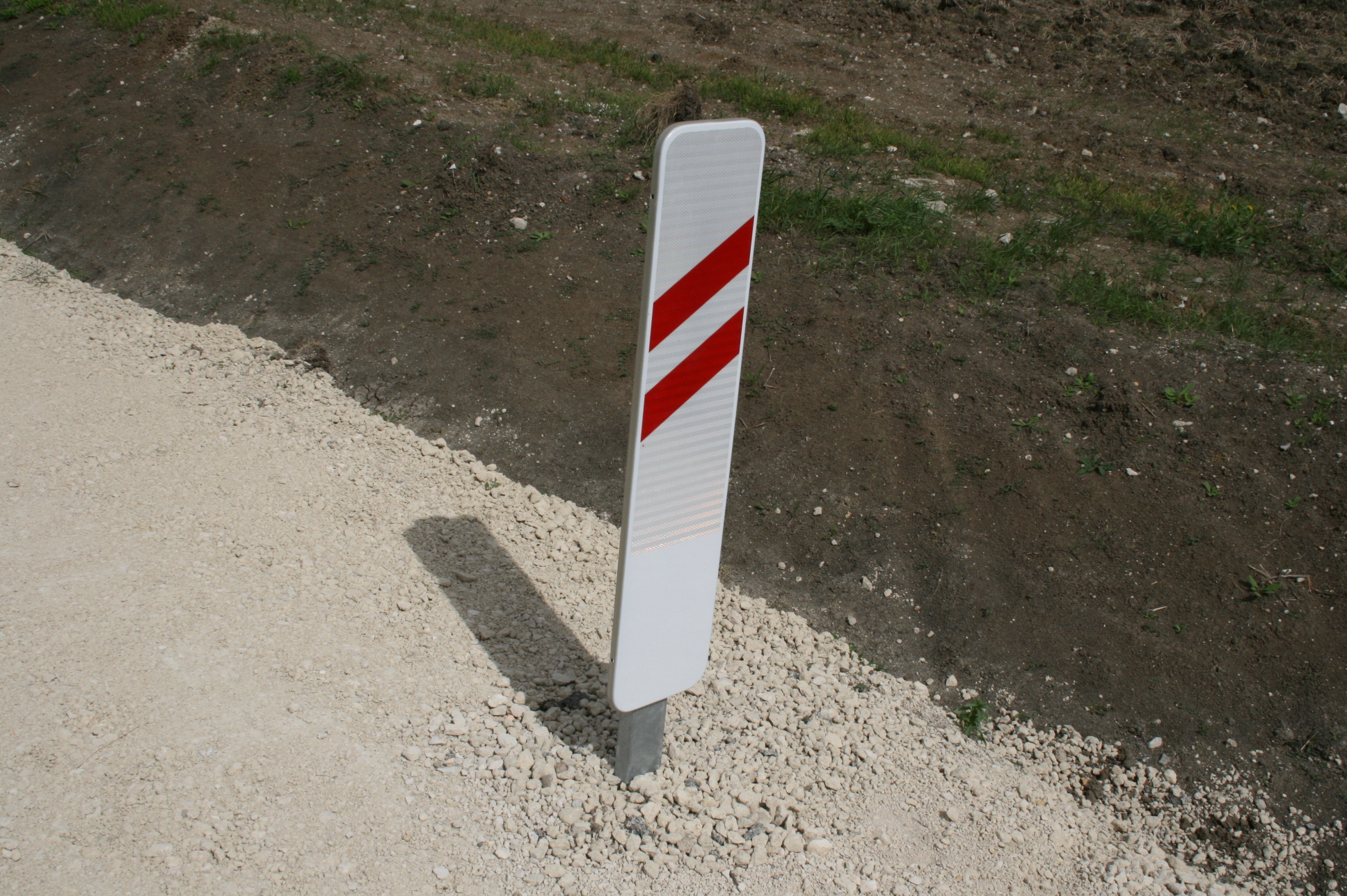
Balise J10 seule, implantée à 100 m du passage à niveau hors agglomération

Les balises pour passage à niveau, dénommées J10 en France, ont pour objet d'indiquer aux usagers la distance restant à parcourir avant d'atteindre un passage à niveau.

## Descriptif
Elles sont rectangulaires, de hauteur 1 000 mm et de largeur 200 mm. Elles sont munies de une à trois bandes rouges obliques de 70 mm de large. L'espacement entre deux bandes est de 60 mm. La pente descendante de ces bandes est orientée vers l'axe de la chaussée.
Elles sont de couleur rouge et blanche, rétroréfléchissantes sur une hauteur de 700 mm mesurée à partir du sommet.

Balise J10 à 1 bande
Balise J10 à 2 bandes
Balise J10 à 3 bandes

## Implantation
La première balise comporte trois bandes rouges et est fixée sur le support du panneau A7 ou A8. Elle est donc placée à 50 m du passage à niveau en agglomération et à 150 m hors agglomération. Les deux autres balises, implantées aux deux tiers et au tiers de la distance séparant le panneau A7 ou A8 du passage à niveau comportent respectivement deux et une seule bande rouge.
Pour les passages à niveau situés en agglomération, l'implantation de ces balises est facultative.

## Note
1. 1 2   Arrêté du 7 juin 1977 modifié - Instruction interministérielle sur la signalisation routière -1re partie Article 9-2